# Dylan Bruno
Dylan Bruno est un acteur américain né le 6 septembre 1972 à Milford dans le Connecticut aux États-Unis.

## Biographie
En 1994, Dylan Bruno a obtenu un diplôme en génie de l'environnement du Massachusetts Institute of Technology.
Dylan Bruno est le frère de l'acteur Chris Bruno connu pour son rôle du Shérif Walt Bannerman dans la série Dead Zone. Dylan a lui-même joué dans un épisode de la saison 5, dans le rôle d'un prisonnier en cavale qui a pris l'identité d'un policier patrouilleur. Il intègre ensuite l'équipe de la série Numb3rs (série télévisée) dans le rôle de l'Agent du F.B.I Colby Granger de 2005 à 2010.

## Filmographie
| Année       | Film                               | Rôle                  |
| ----------- | ---------------------------------- | --------------------- |
| 1998        | Il faut sauver le soldat Ryan      | Toynbe                |
| 1999        | Carrie 2 : La Haine                | Mark Bing             |
| 2000        | Où le cœur nous mène               | Willy Jack            |
| 2001        | The One                            | Yates                 |
| 2004        | Saison 3 des Experts : Miami ép. 7 | un suspect            |
| 2005 - 2010 | Numb3rs                            | Colby Granger         |
| 2006        | Dead Zone                          | Felps / Massey        |
| 2010        | NCIS : Enquêtes spéciales          | Lt. Jason Dean        |
| 2010        | Bones                              | Trevor Bartlett       |
| 2011        | Mentalist                          | Dean Puttock          |
| 2011        | Un prince pas très charmant        | Pete                  |
| 2012        | Grey's Anatomy                     | Griffith Lewis        |
| 2014        | Marvel : Les Agents du SHIELD      | Rooster               |
| 2014        | Taken 3                            | Smith                 |
| 2014        | Major Crimes                       | Keith Price           |
| 2016        | Rizzoli and Isles                  | Bryce                 |
| 2016        | Notorious                          | Entraineur Phil Ryder |
| 2018        | SEAL Team                          | Deke                  |